# Mosquée El Hafsia

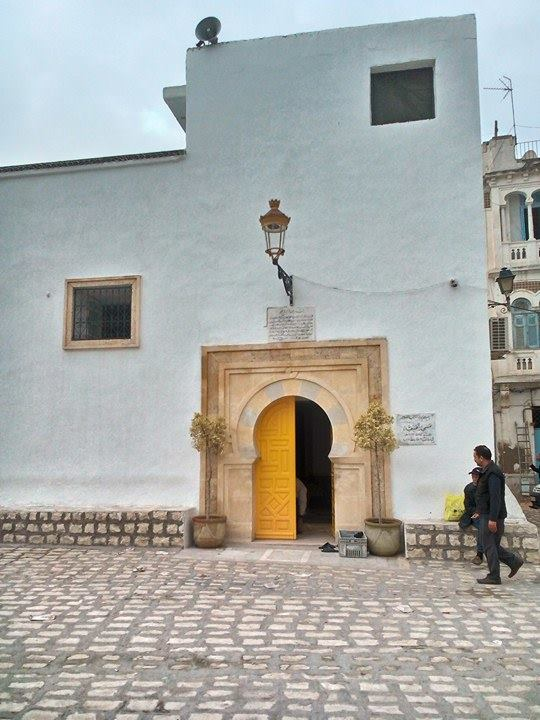
Vue de la mosquée El Hafsia

La mosquée El Hafsia (arabe : مسجد الحفصية) est une mosquée tunisienne située dans le quartier de la Hafsia, au nord de la médina de Tunis.

## Localisation
Elle se trouve au numéro 23 de la rue Achour.

## Étymologie
Elle tire son nom du quartier de la Hafsia, anciennement connu sous le nom de Hara et alors habité majoritairement par des Juifs.

## Histoire
Elle est construite sous le règne de Lamine Bey : les travaux démarrent en 1954 (1372 de l'hégire), grâce à la subvention du nationaliste Salah Ben Ali Ben Belgacem Bouzinbila El Douiri (arabe : صالح بن علي بن بلقاسم بوزنبيلة الدويري), et se terminent en 1956 (1375 de l'hégire), comme indiqué sur la plaque commémorative.
Une deuxième plaque en marbre indique qu'une restauration a été réalisée en 2011 (ramadan de l'année 1432 de l'hégire).

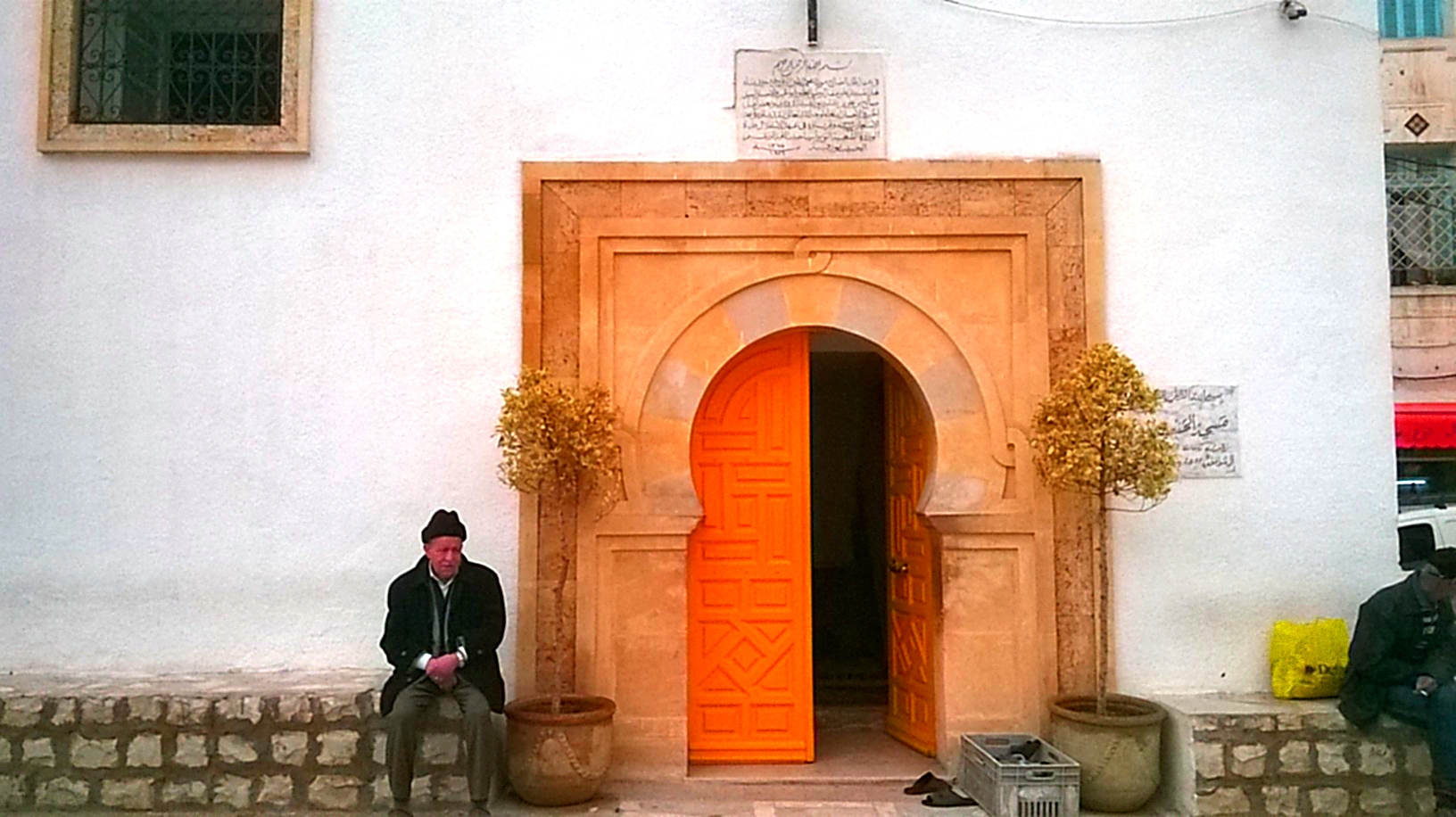
Porte d'entrée
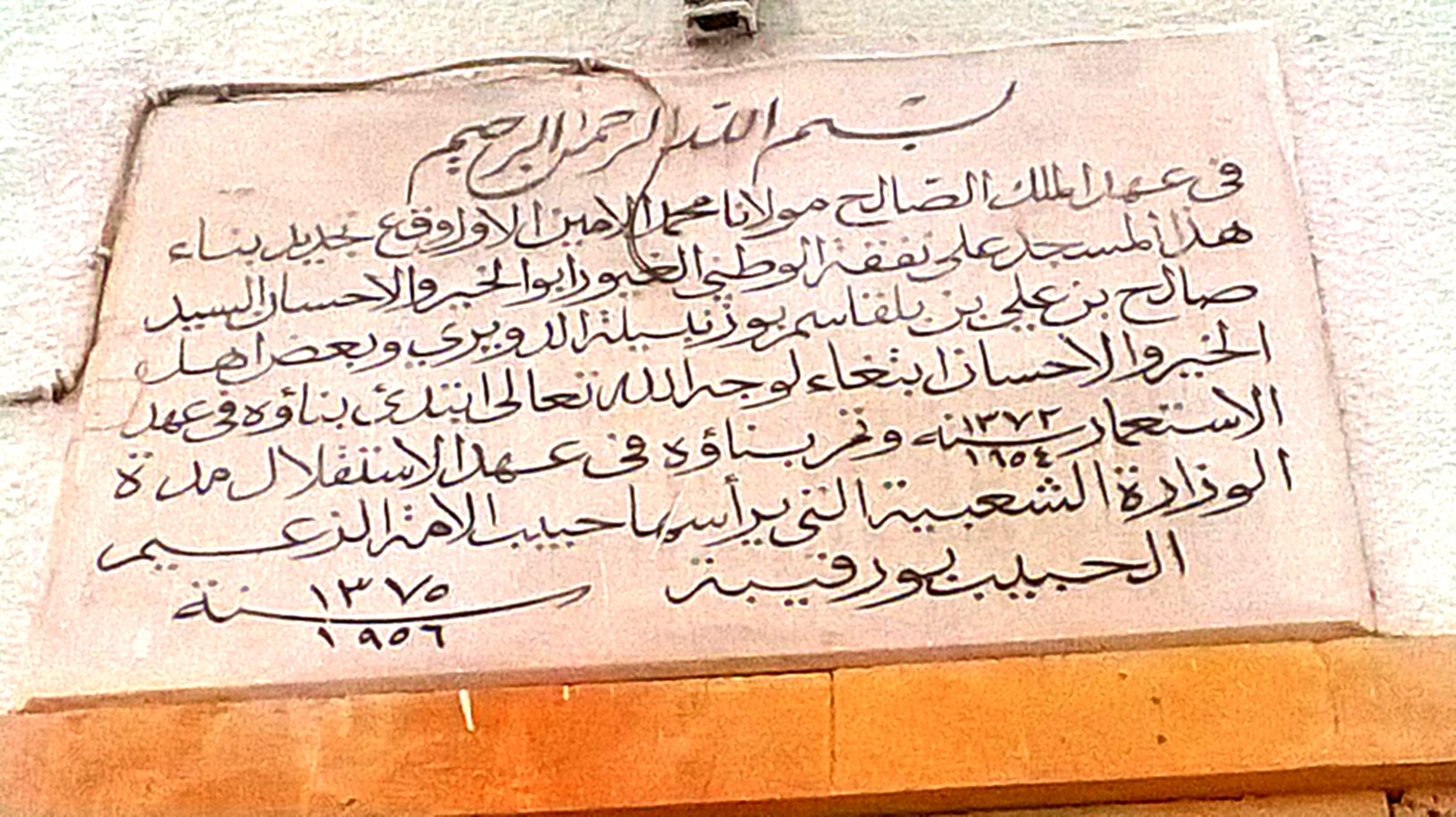
Plaque commémorative de la mosquée
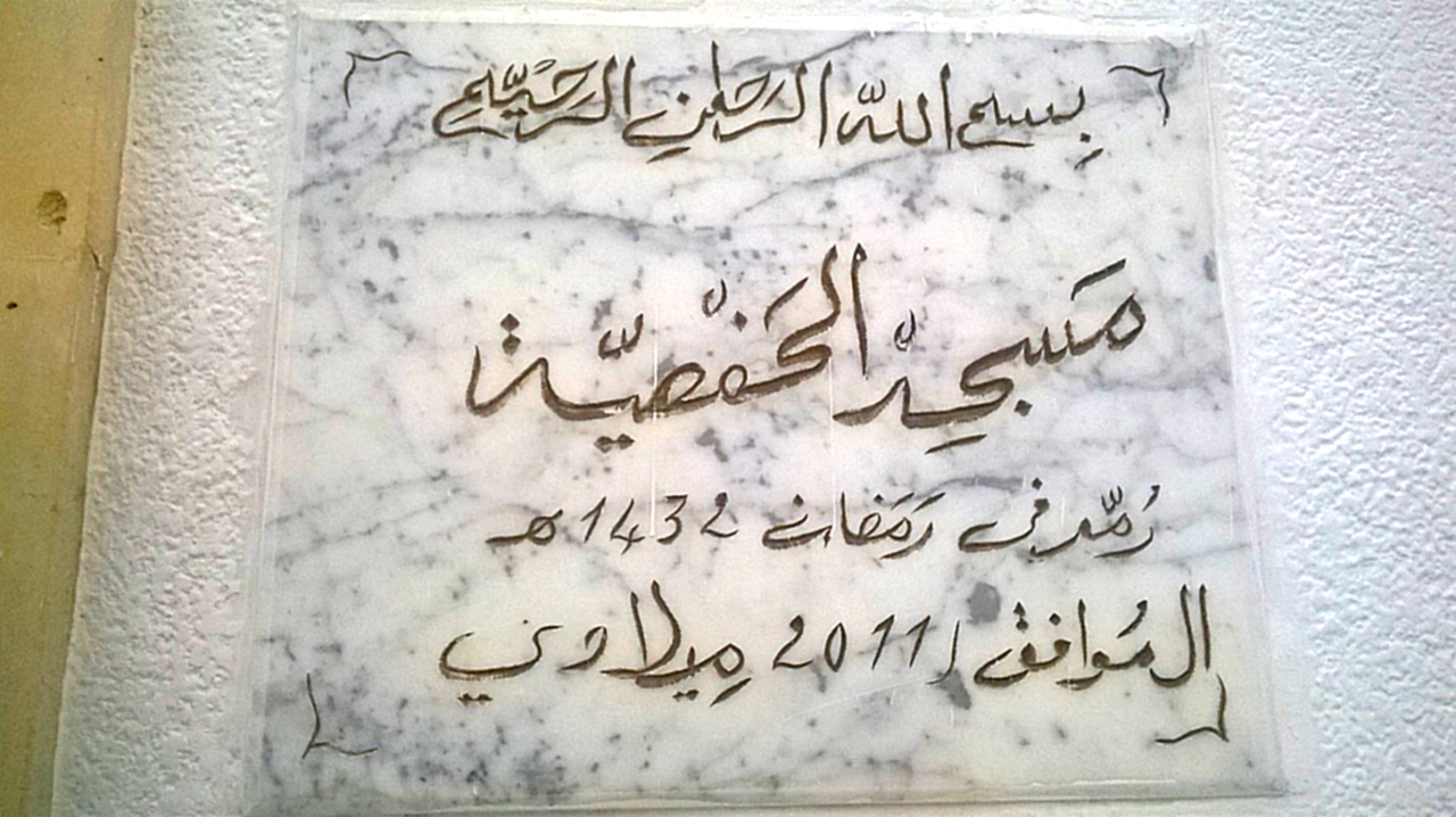
Plaque en marbre indiquant la date de restauration